# Herbert Huxhagen
Herbert Huxhagen (* 31. Mai 1899 in Weißensee; † 1967) war ein deutscher Politiker (NSDAP) und Funktionär, der Mitglied des Provinziallandtags der Provinz Hannover und Leiter des Reichspropagandaamts im Gau Südhannover-Braunschweig war.

## Leben
Huxhagen stammte aus der preußischen Provinz Sachsen und wurde Friseurmeister in Goslar sowie später Berufsschullehrer. Er trat 1923 in die NSDAP ein und war zunächst als Parteiredner und Organisator tätig. Der neu gegründeten Partei schloss er sich zum 29. Mai 1925 wieder an, nur um sie schon zum 30. September 1925 wieder zu verlassen. Zum 1. September 1929 trat er der NSDAP endgültig wieder bei (Mitgliedsnummer 152.615). Bei den Märzwahlen 1933 wurde er in den Goslarer Senat gewählt. Dort betrieb er massiv die öffentliche Verehrung von Adolf Hitler und leitete u. a. einen Ausschuss, der die Errichtung zweier riesiger Hakenkreuze am Rammelsberg und einer Feuer- oder Thingstätte auf dem Berggipfel plante. Ferner plante er 1933 die Anlage eines großräumigen Hitler-Parkes, der eine Fläche von einem Quadratkilometer umfassen und in seiner Form die Landschaften Deutschlands darstellen sollte.
Huxhagen wurde für die NSDAP im Wahlkreis Goslar Mitglied des Provinziallandtages von Hannover, der am 12. März 1933 erstmals zusammentrat.
Nachdem er am 1. April 1933 zum Gaupropagandaleiter ernannt wurde, verließ er alsbald Goslar und leitete ab Juli 1933 die Landesstelle Niedersachsen des Reichsministeriums für Volksaufklärung und Propaganda in Hannover. Hier setzte er u. a. seine Bemühungen zur Errichtung von Thingstätten im Raum Braunschweig und Hannover fort, so zum Beispiel in Northeim. 1936 war er an der Vorbereitung und Durchführung des Weltkongresses für Freizeit und Erholung in Hamburg beteiligt.
In der 1936 erschienenen Publikation The Yellow Spot wurde die Einstellung von Huxhagen zu den deutschen Juden am Beispiel der damals von ihm verbreiteten Empfehlungen für Aushänge wie „Jews not welcome“ (Juden nicht willkommen) oder „Jews enter here at their own risk“ (Eintritt für Juden auf eigene Gefahr) kritisiert.
Als 1937 das Reichspropagandaamt im Gau Südhannover-Braunschweig aus der bisher von ihm geleiteten Landesstelle Südhannover-Braunschweig des Reichsministeriums für Volksaufklärung und Propaganda gebildet wurde, übernahm Huxhagen nahtlos dessen Leitung.
Als Leiter des Reichspropagandaamtes war Huxhagen seit 1935 auch „Landeskulturwalter“ des Reichskultursenats. Als solcher war er u. a. für die Förderung oder das Verbot von Kulturveranstaltungen, darunter Theateraufführungen und Konzerte zuständig. Zu den von ihm angeregten und durchgeführten neuen Veranstaltungen gehörte die Hausmusikwoche, die er im November 1936 in Braunschweig durchführte.
In seiner Eigenschaft als Landeskulturwalter war er 1939 ferner am Versuch der Gleichschaltung der Wilhelm-Busch-Gesellschaft in Hannover beteiligt, als deren Erster Vorsitzender er damals eingesetzt werden sollte.
Neben Friedrich Jeckeln u. a. war er im November 1938 in Braunschweig und Hannover propagandistisch an den unter dem Schlagwort „Reichskristallnacht“ bekanntgewordenen Judenpogrome beteiligt.
1939 war er außerdem „Vereinsführer“ des 1930 gegründeten „Niedersächsische Nationalsozialistische Bühne“ e. V. (NS.-Bühne) mit rund 23.000 Mitgliedern, der in der Georgstraße 6 (Steintor) in Hannover seinen Sitz hatte.
Ferner war Huxhagen in Hannover Aufsichtsratsvorsitzender der „Niedersächsischen Spielgemeinschaft für nationale Festgestaltung“.
Nachdem es zuvor bereits parteiinterne Beschwerden gegeben hatte, dass sich Huxhagen nachts in Zivil in zweifelhaften Lokalen aufgehalten haben soll, kam es nach Ausbruch des Zweiten Weltkrieges zu seiner beruflichen Umsetzung. 1940 wurde er als Gauamtsleiter zunächst im besetzten Polen kommissarisch für Volksaufklärung und Propaganda zuständig und ab Juli 1941 dann in Norwegen in dieser Funktion eingesetzt.
1943 kandidierte Huxhagen als Gaupropagandaleiter für den Großdeutschen Reichstag, erhielt jedoch kein Mandat.
Nach Kriegsende lebte er in Sömmerda und Bad Tennstedt in der Nähe seines Geburtsortes.